# Lotärnarna (södra)
Lotärnarna (södra) är den nedre av två mycket små sjöar i Askersunds kommun i Närke, belägna omkring 350 meter ifrån varandra. De ingår i Motala ströms huvudavrinningsområde. Sjöns area är 0,0025 kvadratkilometer och den befinner sig 147 meter över havet. Den andra är Lotärnarna (norra).